# HIM (miniserie televisiva)
HIM è una miniserie televisiva del 2016 diretta da Andy De Emmony e sceneggiata da Paula Milne.

## Trama
HIM sta lottando con una vita familiare frammentata, l'adolescenza, la scuola e i propri sentimenti che non riesce a controllare. Tuttavia, a differenza degli altri diciassettenni, HIM deve anche imparare a padroneggiare il potere soprannaturale (la telecinesi) che ha ereditato da suo nonno.

## Personaggi e interpreti
- HIM, interpretato da Fionn Whitehead, è un ragazzo che vive in un contesto problematico. Scopre di avere poteri telecinetici
- Edward, interpretato da James Murray, è il padre di HIM
- Hannah, interpretata da Katherine Kelly, è la madre di HIM
- Victor, interpretato da Patrick Robinson, è il nuovo marito di Hannah ed è il patrigno di HIM
- Beth, interpretata da Lucy Liemann, è la nuova moglie di Edward ed è la matrigna di HIM
- Faith, interpretata da Simona Brown, è la figlia di Victor e la sorellastra di HIM
- Jack, interpretato da Bobby Smalldridge, è il figlio di Hannah ed è il fratellastro di HIM
- Rose, interpretata da Susan Jameson, è la madre di Edward e nonna di HIM
- Ross Brodie, interpretato da Alec Newman, è lo psichiatra di HIM
- Fran, interpretata da Angela Bruce, è l'infermiera che si prende cura di Rose
- Jamie, interpretato da David McKell, è un amico di HIM
- Azfal, interpretato da Aaron Phagura, è un amico di HIM
- Magda Elliot, interpretata da Anastasia Hille, è una professoressa di ricerca psichica.

## Episodi
| Episodio | Titolo        | Messa in onda   |
| --- | ------------- | --------------- |
| 1 | Episode One   | 19 ottobre 2016 |
| HIM si trasferisce con sua madre Hannah, il patrigno Victor e la sorellastra Faith. Presto lui e Faith incominciano a provare un'attrazione reciproca l'uno per l'altra. Dopo il manifestarsi delle sue abilità impara da sua nonna che anche suo nonno, come lui, era in grado di usare la telecinesi e lo esorta a usare il suo potere a fin di bene. |               |                 |
| 2 | Episode Two   | 26 ottobre 2016 |
| Faith decide di non avere un coinvolgimento sentimentale con HIM e decide di frequentare uno dei suoi amici. HIM è Infuriato per questo e provoca un grave incidente causando il ricovero in terapia intensiva del suo amico. A questo punto HIM confessa al suo psichiatra, Ross Brodie, che ha poteri telecinetici. |               |                 |
| 3 | Episode Three | 2 novembre 2016 |
| Il dottor Brodie riferisce di HIM a Magda Elliott, una professoressa di ricerca psichica, che, data la notizia, vuole verificare la reale esistenza dei poteri telecinetici di HIM. Ross scopre che Elliott non ha a cuore gli interessi di HIM e decide che non è la persona giusta per aiutarlo a trovare le risposte che cerca. HIM decide di andarsene di casa e, un anno dopo, si esibisce in spettacoli di magia usando i suoi poteri telecinetici (sembra più contento e felice rispetto a prima). |               |                 |

## Produzione
Le riprese della serie sono iniziate nella periferia di Londra nel gennaio 2016.